# فيصل بن تركي الأول بن عبد العزيز آل سعود
الأمير فيصل بن تركي الأول بن عبد العزيز آل سعود (1337 هـ / 1918 - 9 رمضان 1388 هـ / 29 نوفمبر 1968) وهو الابن البكر للأمير تركي الأول بن عبد العزيز آل سعود، أكبر أبناء الملك عبد العزيز آل سعود، مؤسس المملكة العربية السعودية الحديثة، وهو أول أحفاد عبد العزيز آل سعود. تولى منصب وزير الداخلية حتى عام 1963، توفي في عام 1968.

## مولده ونشأته
ولد الأمير فيصل بن تركي الأول بن عبد العزيز آل سعود في مدينة الرياض عام (1337 هـ - 1918) وأمه هي الأميرة نورة العبيد الحمود العبيد الرشيد. عاش الأمير فيصل أربعة أشهر مع والده تركي الأول بن عبد العزيز آل سعود ووالدته حتى ما توفي والده إثر إصابته بمرض الإنفلونزا الإسبانية وهو نفس العام الذي توفي فيه والده تركي الأول بن عبد العزيز آل سعود فنشأ في كنف جده عبد العزيز آل سعود وجدته الأميرة وضحى بنت محمد بن برغش بن عريعر وعمه سعود بن عبد العزيز آل سعود الذي كان قريبًا منه ويرافقه في تنقلاته. تلقى علومه الأولى بمدرسة الأمراء في الرياض. حصل على نصيب وافر من العلوم الدينية وعلوم اللغة العربية ورث الأمير فيصل الكثير من صفات والده وجده ومنها الفروسية والشهامة بالإضافة لما كان يتمتع به من الوسامة والطول الفارع.

## أعماله
تولى الأمير فيصل بن تركي الأول بن عبد العزيز آل سعود عدة أعمال قبل أعماله الحكومية، وفي عام 1351 هـ بعد توحيد المملكة بقليل عينه جده عبد العزيز آل سعود، أميرًا لمدينة الخفجي في وقت كانت قرية صغيرة جدًا، وهو أول أمير لها في العهد السعودي، وتحولت في عهده من قرية إلى إمارة.

## مناصبه
- 1380 هـ - 1961 عيّنه الملك سعود وزيرًا للعمل والشؤون الاجتماعية، وكان أول وزير لها.
- 1381 هـ- 1961 عيّنه الملك سعود وزيراً لـ وزارة الداخلية خلفًا لعمه الأمير عبد المحسن بن عبد العزيز آل سعود وظل بهذا المنصب حتى 2 جمادى الآخرة 1382 هـ الموافق 31 أكتوبر 1962.

## وفاته
توفي الأمير فيصل بن تركي الأول بن عبد العزيز آل سعود  في يوم الجمعة 9 رمضان 1388 هـ الموافق 29 نوفمبر 1968 في مدينة الرياض

## أسرته

### زوجاته
- الأميرة منيرة بنت عبد العزيز العقلا
- الأميرة بينة بنت مسلم بن حرقان بن شوية العريني السبيعي
- الأميرة طفلة بنت عبد الله آل خرصان (شيوخ آل شامر من العجمان)
- الأميرة جوزاء بنت محمد بن غضبان الوجعان (شيوخ الأسلم من شمر)
- الأميرة حصة بنت سعود بن عبد العزيز آل سعود
- الأميرة عموشة العبيد العبد الله العبيد الرشيد
- الأميرة الجوهرة بنت مشرف بن مشاري بن لامي (شيوخ الجبلان من مطير)

### أبناؤه
- الأميرة الجوهرة بنت فيصل بن تركي الأول آل سعود.
- الأميرة سارة بنت فيصل بن تركي الأول آل سعود. متزوجة من الأمير مشعل بن سعود بن عبد العزيز آل سعود.
- الأمير تركي بن فيصل بن تركي الأول آل سعود (توفي خارج البلاد في يوم الجمعة 2 ربيع الأول 1430 هـ عن عمر يناهز 58 عامًا إثر إصابته بأزمة قلبية،[1] وصلي عليه بعد صلاة عصر يوم السبت 3 ربيع الأول 1430 هـ الموافق 28 فبراير 2009 في جامع الإمام تركي بن عبد الله بالرياض).[2] متزوج من الأميرة سارة بنت سعود بن عبد العزيز آل سعود وله من الأبناء الأمير خالد، الأمير فيصل، الأمير سعود (رئيس نادي الهلال السعودي في الفترة ما بين نوفمبر 2000 وحتى أغسطس 2002[3]، الأمير عبد العزيز، الأميرة نوف، والأمير فهد (متزوج من الأميرة لمياء بنت فيصل بن مشعل بن سعود بن عبد العزيز آل سعود).

- الأمير عبد الله بن فيصل بن تركي الأول آل سعود.
- الأميرة صيتة بنت فيصل بن تركي الأول آل سعود. متزوجة من الأمير فيصل بن عبد العزيز بن فيصل آل سعود ولها من الأبناء الأمير فهد(متزوج من الأميرة ريما بنت تركي بن ناصر بن عبد العزيز آل سعود)، الأميرة سارة، الأميرة مضاوي(متزوجة من الأمير محمد بن فيصل بن عبدالله بن محمد بن عبدالرحمن آل سعود)، الأميرة مشاعل، الأميرة لولو
- الأمير خالد بن فيصل بن تركي الأول آل سعود (متوفى، نائب رئيس نادي الهلال السعودي الأسبق من عام 1398 هـ وحتى عام 1402 هـ). كان متزوج من الأميرة نوف بنت بندر بن محمد بن عبدالعزيز وله من الأبناء الأمير فيصل، الأمير عبد العزيز ( متزوج من الأميرة جواهر بنت تركي بن فهد بن سعود الكبير )، والأمير محمد (عضو شرف نادي الهلال السعودي ، متزوج من الأميرة الجوهرة بنت عبدالرحمن بن مساعد).
- الأمير عبد العزيز بن فيصل بن تركي الأول آل سعود. متزوج من الأميرة هيا بنت سعد بن سعود بن عبدالعزيز آل سعود وله من الأبناء الأمير فيصل (متزوج من الاميرة سارة السديري ولديه من الابناء الأمير تركي ، الأمير عبدالعزيز ، الأمير سعود)  ، الأمير سلطان (متزوج من الأميرة لولوة بنت بندر بن عبدالرحمن الفيصل بن عبدالعزيز آل سعود وله من الأبناء الأمير عبدالرحمن) ، الأمير تركي ، الأمير عبدالرحمن ، الأمير سعد ، الأمير سعود.
- الأميرة مشاعل بنت فيصل بن تركي الأول آل سعود (متوفاة، وصلي عليها بعد صلاة عصر يوم الإثنين 4 رجب 1437 هـ الموافق 11 أبريل 2016[4] في جامع الإمام تركي بن عبد الله بالرياض).[5] متزوجة من الأمير بندر بن عبد الله بن محمد بن سعود الكبير ولها من الأبناء الأميرة نوف (كانت متزوجة من الأمير مشعل بن عبد الله بن عبد العزيز آل سعود ولها من البنات الأميرة صيتة، والأميرة مشاعل)[6]، الأمير فيصل[4]، الأميرة فهدة، الأميرة مضاوي، الأميرة بسمة (متزوجة من الأمير بدر بن سعود بن سعد بن محمد بن عبدالعزيز)، والأميرة ريما.

- الأمير محمد بن فيصل بن تركي الأول آل سعود. متزوج